# Gaston Bachelard
Gaston Bachelard (n. 27 iunie 1884, Bar-sur-Aube, Champagne-Ardenne, Franța – d. 16 octombrie 1962, Paris, Région parisienne, Franța) a fost un filozof și critic literar francez. Gaston Bachelard este considerat întemeietorul criticii literare moderne.

## Opera
- 1928: Studiu asupra evoluției unei probleme de fizică: propagarea termică în solide ("Étude sur l'évolution d'un problème de physique: la propagation thermique dans les solides");
- 1929: Valoarea inductivă a relativității ("La valeur inductive de la relativitée");
- 1932: Pluralismul coerent al chimiei moderne ("La pluralisme cohérent de la chimie moderne");
- 1932: Intuiția momentului ("L'Intuition de l'instant");
- 1934: Noul spirit științific ("Le nouvel esprit scientifique");
- 1936: Dialectica duratei ("La dialectique de la durée");
- 1937: Experiența spațiului în fizica contemporană ("L'experience de l'espace dans la physique contemporaine");
- 1938: Psihanaliza focului ("La psychanalise du feu");
- 1941: Apa și visele, eseu asupra imaginației materiei ("L'eau et les rêves, essai sur l'imagination de la matière");
- 1943: Aerul și reveriile, eseu asupra imaginației mișcării ("L'air et les songes, essai sur l'imagination du mouvement");
- 1948: Pământul și reveriile, eseu asupra imaginației forțelor ("La terre et les rêveries, essai sur l'imagination des forces");
- 1948: Pământul și reveriile repaosului, eseu asupra imaginilor intimității ("La terre et les rêveries, essai sur les images de l'intimité");
- 1949: Raționalismul aplicat ("Le Rationalisme appliqué");
- 1957: Poetica spațiului ("Poétique de l'espace");
- 1960: Poetica reveriei ("Poétique de la rêverie")
- 1961: Flacăra unei lumânări ("La flamme d'une chandelle").